# Pierre-Étienne Flandin
Pierre Étienne Flandin (n. 12 de abril de 1889, Paris - f. 13 de junho de 1958, Saint-Jean-Cap-Ferrat) era um político conservador francês da Terceira República, líder da Aliança Republicana Democrática (ARD), e o primeiro-ministro da França de 8 de novembro de 1934 a 31 de maio de 1935.

## Vida
Piloto militar durante a Primeira Guerra Mundial, Flandin ocupou vários cargos no gabinete durante o período entre guerras. Foi Ministro do Comércio, sob o cargo de Frédéric François-Marsal, por apenas cinco dias em 1924. Foi Ministro do Comércio e Indústria no cargo de André Tardieu em 1931 e 1932. Entre esses cargos, atuou sob Pierre Laval como Ministro das Finanças. Foi Ministro das Obras Públicas no gabinete de Gaston Doumergue em 1934. Tornou-se primeiro-ministro em novembro de 1934, mas o seu cargo de primeiro-ministro durou apenas até junho de 1935. No entanto, vários pactos importantes foram negociados durante o seu mandato: o Acordo Franco-Italiano, a Frente Stresae o Pacto Franco-Soviético. Flandin foi, aos 45 anos, o primeiro-ministro mais jovem da história da França.
Flandin era o ministro das Relações Exteriores da França quando Adolf Hitler reocupou a Renânia em 1936. Apoiar o apaziguamento durante a crise de Munique prejudicou sua carreira.  Em dezembro de 1940, o chefe de estado de Vichy, Philippe Pétain, nomeou o ministro das Relações Exteriores da Flandin e primeiro-ministro em 13 de dezembro de 1940, substituindo Pierre Laval. Ele ocupou esse cargo por apenas dois meses.
Ele foi deposto por François Darlan em janeiro de 1941.
Uma rua em Avallon foi batizada em sua homenagem. Em maio de 2017, foi renomeado em homenagem ao parlamentar britânico assassinado, Jo Cox.

## Governo de Flandin
Ver Gabinete Flandin I
Este governo durou ente 8 de novembro de 1934 e 1 de junho de1935.
- Pierre Étienne Flandin - Presidente do Conselho
- Georges Pernot - Vice-Presidente e Ministro da Justiça
- Pierre Laval - Ministro dos Negócios Estrangeiros
- Louis Maurin - Ministro da Guerra
- Marcel Régnier - Ministro do Interior
- Louis Germain-Martin - Ministro das Finanças
- Paul Jacquier - Ministro do Trabalho
- François Piétri - Ministro da Marinha
- William Bertrand - Ministro da Marinha Mercante
- Victor Denain - Ministro do Ar
- André Mallarmé - Ministro da Educação Nacional
- Georges Rivollet - Ministro das Pensões
- Émile Casset - Ministro da Agricultura
- Louis Rollin - Ministro das Colónias
- Henry Roy - Ministério da Função Pública
- Henri Queuille - Ministro da Saúde e da Educação Física
- Georges Mandel - Ministro dos Correios, Telégrafos e Telefones
- Paul Marchandeau - Ministro do Comércio e Indústria
- Édouard Herriot - Ministro de Estado
- Louis Marin - Ministro de Estado